# Estación de Crêches-sur-Saône
La estación de Crêches-sur-Saône es una estación ferroviaria francesa de la línea París - Marsella, situada en la comuna de Crêches-sur-Saône, en el departamento de Saona y Loira, en la región de Borgoña. Por ella transitan únicamente trenes regionales.

## Historia
La estación fue abierta el 7 de octubre de 1854 pocos meses después de la puesta en marcha del tramo Châlon-sur-Saône - Lyon por parte de la Compañía de los Ferrocarriles de París a Lyon y al Mediterráneo. 

## Descripción
La estación configurada como un simple apeadero se compone de dos andenes laterales y de dos vías. 

## Servicios ferroviarios

### Regionales
Los TER Borgoña recorren el siguiente trazado:
- Línea Mâcon - Valence vía Lyon.